# مدار ۴۷ درجه شمالی
مدار ۴۷ درجه شمالی، دایره‌ای از عرض جغرافیایی است که در ۴۷ درجهٔ شمالی خط استوا  قرار دارد.

## گذر از مناطق
از نصف‌النهار مبدأ شروع می‌شود و به سمت مشرق ۴۷ درجه شمالی از موارد زیر گذر می‌کند:
| مختصات‌ها                                             | کشور، قلمرو یا دریا | توضیحات                                                      |
| ---------------------------------------------------- | ------------------- | ------------------------------------------------------------ |
| ۴۷°۰′ شمالی ۰°۰′ شرقی / ۴۷٫۰۰۰°شمالی ۰٫۰۰۰°شرقی      | فرانسه              |                                                              |
| ۴۷°۰′ شمالی ۶°۳۶′ شرقی / ۴۷٫۰۰۰°شمالی ۶٫۶۰۰°شرقی     | سوئیس               | گذرکردن از شمال برن                                          |
| ۴۷°۰′ شمالی ۹°۵۳′ شرقی / ۴۷٫۰۰۰°شمالی ۹٫۸۸۳°شرقی     | اتریش               |                                                              |
| ۴۷°۰′ شمالی ۱۱°۲۷′ شرقی / ۴۷٫۰۰۰°شمالی ۱۱٫۴۵۰°شرقی   | ایتالیا             | حدود 4&nbsp;km                                               |
| ۴۷°۰′ شمالی ۱۱°۳۱′ شرقی / ۴۷٫۰۰۰°شمالی ۱۱٫۵۱۷°شرقی   | اتریش               | حدود 3&nbsp;km                                               |
| ۴۷°۰′ شمالی ۱۱°۳۴′ شرقی / ۴۷٫۰۰۰°شمالی ۱۱٫۵۶۷°شرقی   | ایتالیا             | حدود 7&nbsp;km                                               |
| ۴۷°۰′ شمالی ۱۱°۳۹′ شرقی / ۴۷٫۰۰۰°شمالی ۱۱٫۶۵۰°شرقی   | اتریش               | حدود 14&nbsp;km                                              |
| ۴۷°۰′ شمالی ۱۱°۵۰′ شرقی / ۴۷٫۰۰۰°شمالی ۱۱٫۸۳۳°شرقی   | ایتالیا             |                                                              |
| ۴۷°۰′ شمالی ۱۲°۸′ شرقی / ۴۷٫۰۰۰°شمالی ۱۲٫۱۳۳°شرقی    | اتریش               |                                                              |
| ۴۷°۰′ شمالی ۱۶°۱۷′ شرقی / ۴۷٫۰۰۰°شمالی ۱۶٫۲۸۳°شرقی   | مجارستان            | Passing through دریاچه بالاتون                               |
| ۴۷°۰′ شمالی ۲۱°۴۲′ شرقی / ۴۷٫۰۰۰°شمالی ۲۱٫۷۰۰°شرقی   | رومانی              |                                                              |
| ۴۷°۰′ شمالی ۲۸°۵′ شرقی / ۴۷٫۰۰۰°شمالی ۲۸٫۰۸۳°شرقی    | مولدووا             | Passing through کیشیناو Passing through ترنسنیستریا          |
| ۴۷°۰′ شمالی ۲۹°۳۶′ شرقی / ۴۷٫۰۰۰°شمالی ۲۹٫۶۰۰°شرقی   | اوکراین             |                                                              |
| ۴۷°۰′ شمالی ۳۷°۲۷′ شرقی / ۴۷٫۰۰۰°شمالی ۳۷٫۴۵۰°شرقی   | دریای آزوف          | Taganrog Bay                                                 |
| ۴۷°۰′ شمالی ۳۹°۱′ شرقی / ۴۷٫۰۰۰°شمالی ۳۹٫۰۱۷°شرقی    | روسیه               |                                                              |
| ۴۷°۰′ شمالی ۴۸°۴۷′ شرقی / ۴۷٫۰۰۰°شمالی ۴۸٫۷۸۳°شرقی   | قزاقستان            | Just passing through the northern end of the دریای خزر       |
| ۴۷°۰′ شمالی ۸۲°۵۶′ شرقی / ۴۷٫۰۰۰°شمالی ۸۲٫۹۳۳°شرقی   | چین                 | سین‌کیانگ                                                     |
| ۴۷°۰′ شمالی ۸۳°۵۳′ شرقی / ۴۷٫۰۰۰°شمالی ۸۳٫۸۸۳°شرقی   | قزاقستان            |                                                              |
| ۴۷°۰′ شمالی ۸۴°۱۹′ شرقی / ۴۷٫۰۰۰°شمالی ۸۴٫۳۱۷°شرقی   | چین                 | Xinjiang - حدود 11&nbsp;km                                   |
| ۴۷°۰′ شمالی ۸۴°۲۷′ شرقی / ۴۷٫۰۰۰°شمالی ۸۴٫۴۵۰°شرقی   | قزاقستان            |                                                              |
| ۴۷°۰′ شمالی ۸۵°۱۰′ شرقی / ۴۷٫۰۰۰°شمالی ۸۵٫۱۶۷°شرقی   | چین                 | Xinjiang                                                     |
| ۴۷°۰′ شمالی ۹۰°۴۴′ شرقی / ۴۷٫۰۰۰°شمالی ۹۰٫۷۳۳°شرقی   | مغولستان            |                                                              |
| ۴۷°۰′ شمالی ۱۱۹°۴۸′ شرقی / ۴۷٫۰۰۰°شمالی ۱۱۹٫۸۰۰°شرقی | چین                 | مغولستان داخلی هیلونگ‌جیانگ                                   |
| ۴۷°۰′ شمالی ۱۳۴°۵′ شرقی / ۴۷٫۰۰۰°شمالی ۱۳۴٫۰۸۳°شرقی  | روسیه               |                                                              |
| ۴۷°۰′ شمالی ۱۳۸°۳۳′ شرقی / ۴۷٫۰۰۰°شمالی ۱۳۸٫۵۵۰°شرقی | دریای ژاپن          |                                                              |
| ۴۷°۰′ شمالی ۱۴۲°۱′ شرقی / ۴۷٫۰۰۰°شمالی ۱۴۲٫۰۱۷°شرقی  | روسیه               | ساخالین island                                               |
| ۴۷°۰′ شمالی ۱۴۳°۴′ شرقی / ۴۷٫۰۰۰°شمالی ۱۴۳٫۰۶۷°شرقی  | دریای اختسک         |                                                              |
| ۴۷°۰′ شمالی ۱۵۲°۴′ شرقی / ۴۷٫۰۰۰°شمالی ۱۵۲٫۰۶۷°شرقی  | روسیه               | جزیرهٔ Simushir, جزایر کوریل                                  |
| ۴۷°۰′ شمالی ۱۵۲°۱۰′ شرقی / ۴۷٫۰۰۰°شمالی ۱۵۲٫۱۶۷°شرقی | اقیانوس آرام        |                                                              |
| ۴۷°۰′ شمالی ۱۲۴°۱۰′ غربی / ۴۷٫۰۰۰°شمالی ۱۲۴٫۱۶۷°غربی | ایالات متحده آمریکا | ایالت واشینگتن آیداهو مونتانا داکوتای شمالی مینه‌سوتا         |
| ۴۷°۰′ شمالی ۹۱°۴۱′ غربی / ۴۷٫۰۰۰°شمالی ۹۱٫۶۸۳°غربی   | دریاچه سوپریور      |                                                              |
| ۴۷°۰′ شمالی ۹۰°۴۶′ غربی / ۴۷٫۰۰۰°شمالی ۹۰٫۷۶۷°غربی   | ایالات متحده آمریکا | ویسکانسین - Apostle Islands                                  |
| ۴۷°۰′ شمالی ۹۰°۲۵′ غربی / ۴۷٫۰۰۰°شمالی ۹۰٫۴۱۷°غربی   | دریاچه سوپریور      |                                                              |
| ۴۷°۰′ شمالی ۸۸°۵۷′ غربی / ۴۷٫۰۰۰°شمالی ۸۸٫۹۵۰°غربی   | ایالات متحده آمریکا | میشیگان - Keweenaw Peninsula                                 |
| ۴۷°۰′ شمالی ۸۸°۲۳′ غربی / ۴۷٫۰۰۰°شمالی ۸۸٫۳۸۳°غربی   | دریاچه سوپریور      |                                                              |
| ۴۷°۰′ شمالی ۸۴°۴۷′ غربی / ۴۷٫۰۰۰°شمالی ۸۴٫۷۸۳°غربی   | کانادا              | انتاریو کبک                                                  |
| ۴۷°۰′ شمالی ۶۹°۴۱′ غربی / ۴۷٫۰۰۰°شمالی ۶۹٫۶۸۳°غربی   | ایالات متحده آمریکا | مین                                                          |
| ۴۷°۰′ شمالی ۶۷°۴۷′ غربی / ۴۷٫۰۰۰°شمالی ۶۷٫۷۸۳°غربی   | کانادا              | نیوبرانزویک                                                  |
| ۴۷°۰′ شمالی ۶۴°۴۹′ غربی / ۴۷٫۰۰۰°شمالی ۶۴٫۸۱۷°غربی   | خلیج سنت لورنس      | Northumberland Strait                                        |
| ۴۷°۰′ شمالی ۶۴°۴′ غربی / ۴۷٫۰۰۰°شمالی ۶۴٫۰۶۷°غربی    | کانادا              | جزیره پرنس ادوارد                                            |
| ۴۷°۰′ شمالی ۶۴°۰′ غربی / ۴۷٫۰۰۰°شمالی ۶۴٫۰۰۰°غربی    | خلیج سنت لورنس      |                                                              |
| ۴۷°۰′ شمالی ۶۰°۴۰′ غربی / ۴۷٫۰۰۰°شمالی ۶۰٫۶۶۷°غربی   | کانادا              | نوا اسکوشیا - جزیره کیپ برتون                                |
| ۴۷°۰′ شمالی ۶۰°۲۵′ غربی / ۴۷٫۰۰۰°شمالی ۶۰٫۴۱۷°غربی   | Cabot Strait        |                                                              |
| ۴۷°۰′ شمالی ۵۹°۲۸′ غربی / ۴۷٫۰۰۰°شمالی ۵۹٫۴۶۷°غربی   | اقیانوس اطلس        |                                                              |
| ۴۷°۰′ شمالی ۵۶°۲۲′ غربی / ۴۷٫۰۰۰°شمالی ۵۶٫۳۶۷°غربی   | سنت پیر و ماژلان    | Miquelon Island                                              |
| ۴۷°۰′ شمالی ۵۶°۱۷′ غربی / ۴۷٫۰۰۰°شمالی ۵۶٫۲۸۳°غربی   | اقیانوس اطلس        |                                                              |
| ۴۷°۰′ شمالی ۵۵°۵۹′ غربی / ۴۷٫۰۰۰°شمالی ۵۵٫۹۸۳°غربی   | کانادا              | نیوفاندلند و لابرادور - Burin Peninsula, نیوفاندلند (جزیره)  |
| ۴۷°۰′ شمالی ۵۵°۱۲′ غربی / ۴۷٫۰۰۰°شمالی ۵۵٫۲۰۰°غربی   | خلیج پلاسنشیا       |                                                              |
| ۴۷°۰′ شمالی ۵۴°۱۰′ غربی / ۴۷٫۰۰۰°شمالی ۵۴٫۱۶۷°غربی   | کانادا              | نیوفاندلند و لابرادور - Avalon Peninsula, نیوفاندلند (جزیره) |
| ۴۷°۰′ شمالی ۵۲°۵۴′ غربی / ۴۷٫۰۰۰°شمالی ۵۲٫۹۰۰°غربی   | اقیانوس اطلس        |                                                              |
| ۴۷°۰′ شمالی ۲°۱۷′ غربی / ۴۷٫۰۰۰°شمالی ۲٫۲۸۳°غربی     | فرانسه              | Île de Noirmoutier and mainland                              |